# Ksawerów (powiat wrzesiński)
Ksawerów – wieś w Polsce położona w województwie wielkopolskim, w powiecie wrzesińskim, w gminie Pyzdry.
W latach 1975–1998 miejscowość należała administracyjnie do województwa konińskiego
Znajduje się tu Masarnia Ksawerów produkująca wyroby mięsne.
Zobacz też: Ksawerów, Ksawerów Nowy, Ksawerów Stary, Ksawerówka